# 塔甘羅格
塔甘羅格（俄语：Таганрог，羅馬化：Taganrog，發音：[təɡɐnˈrok]）是一個坐落於亞速海岸，位於俄羅斯羅斯托夫州的港口城市，與俄烏邊境相距約50公里。2002年人口281,947人。
1698年9月12日，由沙皇彼得大帝宣布建立，是俄羅斯海軍第一個基地。著名的劇作家安東·契訶夫在這裡出生。塔甘羅格于1920年曾加入乌克兰苏维埃社会主义共和国。它与沙赫特于1924年10月1日被划入俄罗斯苏维埃联邦社会主义共和国。
2010年1月29日，俄羅斯總統德米特里·梅德韋傑夫開始視察塔甘羅格市，他首先向契訶夫雕像敬獻了花圈。

## 兄弟城市
- 德国吕登沙伊德
- 德国巴登维勒
- 中国济宁市
- 白俄羅斯平斯克
- 乌克兰哈尔齐兹克
- 乌克兰安特拉齊特
- 荷蘭弗利辛恩
- 乌克兰马里乌波尔 （2017年終止[16]）